# 魔法の弾丸 (医学)
医学において、魔法の弾丸（まほうのだんがん、独: Zauberkugel、英: magic bullet、特効薬の意味）とは、1900年にドイツのノーベル賞受賞者パウル・エールリヒが提唱した科学的概念である。実験治療研究所（Institut für experimentelle Therapie）に勤務していたエールリヒは、体に害を与えることなく、体に病気を引き起こす特定の微生物（細菌など）を殺すことができるのではないかという考えを確立した。彼は、その仮説の薬剤を「魔法の弾丸」の伝説に見立てて「ツァウバークーゲル」（Zauberkugel）と名付けた。彼は、銃から発射された弾丸が特定の標的に命中するのと同じように、侵入してくる微生物を特異的に標的にする方法があるのではないかと心に描いた。魔法の弾丸を見つけるための彼の継続的な研究の結果、体の免疫系の機能に関するさらなる知識が得られ、1909年には梅毒の最初の効果的な薬であるサルバルサンが開発された。彼の研究は免疫学の基礎となり、その功績により、1908年にイリヤ・メチニコフと共にノーベル生理学・医学賞を受賞した。
1909年、エールリヒが梅毒の治療のために発見したサルバルサンは、「最初の特効薬」（first magic bullet）と呼ばれている。これが化学療法の概念の基礎につながった。

## 背景

### 抗体の研究
1890年代初頭、パウル・エールリヒは、マールブルグ大学の医学教授であるエミール・ベーリングと共同研究を始めた。ベーリングは、抗菌剤の研究をしていて、ジフテリア抗毒素を発見した。(この発見により、ベーリングは1901年に最初のノーベル生理学・医学賞を受賞している。エールリヒもこの年に候補に上っていた)。 ベーリングの研究から、エールリヒは、血液中で作られた抗体が、体に害を及ぼすことなく侵入する病原体を攻撃できることを理解した。彼は、これらの抗体が、銃から発射された弾丸のように、特定の微生物を標的にするために機能すると推測した。しかし、さらなる研究を進めていくうちに、彼は抗体が微生物を殺さない場合があることに気がついた。これにより、彼は、魔法の弾丸の最初のアイデアを放棄した。

### ヒ素系色素の研究
エールリヒは、1899年にドイツのフランクフルト・アム・マインにある実験治療研究所（Institut für experimentelle Therapie）に加わり、1906年にその研究所であるGeorg-Speyer Hausの所長になった。ここでの彼の研究は、微生物を殺すためのヒ素系染料のテストに焦点を当てた。ヒ素は悪名高い毒物であり、彼の試みは批判に遭った。彼は架空の「パンタソス博士」として世間から非難された。しかし、エールリヒの理論的根拠は、側鎖と呼ばれる化学構造が毒素（病原体やその生成物など）に結合する抗体を形成するというものであった。同様に、ヒ素化合物などの化学染料もそのような側鎖を生成し、同じ微生物を殺すことができる。このことから、彼は「側鎖説」と呼ばれる新しい概念を提唱した。(後の1900年、彼はこの概念を「受容体理論」として修正した）。彼はこの新しい理論に基づいて、微生物を殺すためには「Wir müssen chemisch zielen lernen」（「私たちは化学的に狙いを定める方法を学ばなければならない」）と提唱した。彼の研究所は、染料工場に隣接していて便利だった。彼は、さまざまな微生物に対して多くの化合物のテストを始めた。彼は、研究をする中で「化学療法」や「魔法の弾丸」という用語を作った。彼は以前の著作でドイツ語のzauberkugelという用語を使っていたが、英語のmagic bulletという用語を初めて導入したのは、1908年にロンドンで開催されたハーベン講演会であった。1901年までに、日本の微生物学者である志賀潔の協力を得て、エールリヒは、睡眠病の原因となる原生動物トリパノソーマに感染したマウスを使って、数百種類の色素を使った実験を行った。1904年、彼らは睡眠病の治療のために、トリパンレッドと呼ばれる赤いヒ素染料の調製に成功した。

## 最初の魔法の弾丸の発見 - サルバルサン
1906年、エールリヒはヒ素化合物の新しい誘導体を開発し、「化合物606」（Compound 606）とコードネームを付けた（この数字は、彼がテストしたすべての化合物のシリーズを表す）。この化合物は、実験動物におけるマラリア感染に対して有効であった。1905年、フリッツ・シャウディンとエーリッヒ・ホフマンは、スピロヘータ菌（梅毒トレポネーマ）を梅毒の原因菌として特定した。この新しい知識をもとに、エールリヒは梅毒に感染したウサギで化合物606（化学的にはアルスフェナミン）をテストした。彼はその有効性を認識していなかった。秦佐八郎はエールリヒの研究を調べ、1909年8月31日、化合物606を注射したウサギが1回の投与だけで治癒し、副作用を示さないことを発見した。当時の梅毒の治療手順では、2年～4年にわたって定期的に水銀を注射するのが一般的であった。この情報を受け取った後、エールリヒは、ヒトの患者で実験を行い、同じように成功した。説得力のある臨床試験の後、化合物606は「ヒ素を節約する」（saving arsenic）という意味の造語である「サルバルサン」（Salvarsan）という商品名を与えられた。サルバルサンは1910年に商業的に導入され、1913年にはより毒性の低い「ネオサルバルサン」（化合物914）が市場に導入された。これらの薬は、20世紀半ばにペニシリンやその他の新しい抗生物質が登場するまで、梅毒の主要な治療法となった。エールリヒの魔法の弾丸の研究は、薬学研究の基礎となった。

## 文化的レファレンス
エールリヒ博士の伝記映画『偉人エーリッヒ博士』（Dr. Ehrlich's Magic Bullet）は、1940年にワーナー・ブラザースによって制作された。監督はウィリアム・ディターレ、主演はエドワード・G・ロビンソン。米国公衆衛生局は、この映画の要約版を『魔法の弾丸』（Magic Bullets）として教育キャンペーンに採用した。